# Manoir de Trévenaleuc
Le manoir de Trévenaleuc est situé à Guégon en France.

## Localisation
Le manoir est situé sur le territoire de la commune de Guégon, au lieu-dit Trévenaleuc, dans le département du Morbihan en région Bretagne.

## Description
Le manoir date des XVe et XVIIe siècles, édifice à deux étages carrés, construit en moellon sans chaîne en pierre de taille de granite et schiste. Toiture à longs pans, pignon couvert, croupe. Escalier hors-œuvre ; escalier à vis sans jour.

## Historique
Le manoir est mentionné en 1427 à Pierre de Ploer. Le logis est construit dans la première moitié du XVe siècle et remanié au XVIIe siècle. Le four à pain porte la date de 1845). Rénovation en cours en 1993.
Il est inscrit à l'inventaire général du patrimoine culturel en 1987.